# Ophioparva blochi
Ophioparva blochi is een slangster uit de familie Ophiacanthidae.
De wetenschappelijke naam van de soort werd in 1982 gepubliceerd door Alain Guille.